# سامسونگ اس‌جی‌اچ-دی۹۰۰
سامسونگ اس‌جی‌اچ-دی۹۰۰ یک‌نمونه از گوشی‌های تلفن همراه سری D شرکت سامسونگ می‌باشد  که توسط همین شرکت به بازار عرضه شده‌است.

## نگارخانه

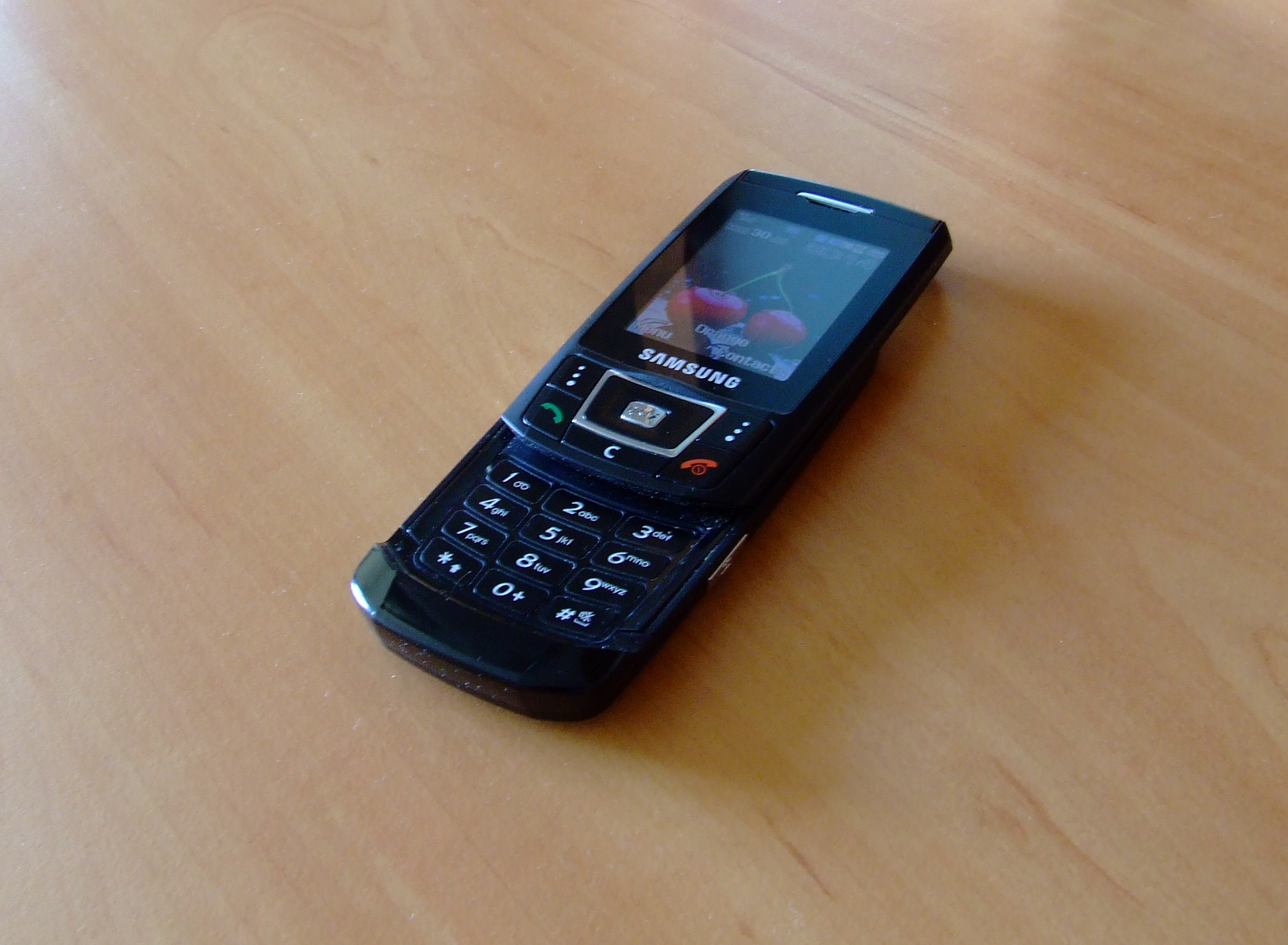